# Рейнгем (Массачусетс)
Рейнгем (англ. Raynham) — місто (англ. town) в США, в окрузі Бристоль штату Массачусетс. Населення — 15 142 особи (2020).

## Демографія
Згідно з переписом 2010 року, у місті мешкали 13 383 особи в 4875 домогосподарствах у складі 3618 родин. Було 5066 помешкань
Расовий склад населення:
| - 93,2 % — білих - 2,6 % — чорних або афроамериканців - 1,6 % — азіатів - 0,2 % — корінних американців |

До двох чи більше рас належало 1,6 %. Частка іспаномовних становила 1,8 % від усіх жителів.
За віковим діапазоном населення розподілялося таким чином: 24,1 % — особи молодші 18 років, 61,9 % — особи у віці 18—64 років, 14,0 % — особи у віці 65 років та старші. Медіана віку мешканця становила 41,2 року. На 100 осіб жіночої статі у місті припадало 95,1 чоловіків;  на 100 жінок у віці від 18 років та старших — 91,1 чоловіків також старших 18 років.
Середній дохід на одне домашнє господарство  становив 105 940 доларів США (медіана — 91 944), а середній дохід на одну сім'ю — 118 612 долари (медіана — 107 068). Медіана доходів становила 70 213 долари для чоловіків та 64 155 доларів для жінок. За межею бідності перебувало 6,4 % осіб, у тому числі 8,5 % дітей у віці до 18 років та 3,0 % осіб у віці 65 років та старших.
Цивільне працевлаштоване населення становило 7408 осіб. Основні галузі зайнятості: освіта, охорона здоров'я та соціальна допомога — 27,6 %, виробництво — 15,3 %, роздрібна торгівля — 11,7 %.